# Can Tomba
Can Tomba és una obra d'Esplugues de Llobregat (Baix Llobregat) inclosa a l'Inventari del Patrimoni Arquitectònic de Catalunya.

## Descripció
D'aquesta antiga masia no es conserva la tipologia de l'interior. L'accés està en un dels laterals originals de la casa. L'element més interessant del conjunt és un balcó de fusta a la part posterior de l'edifici. Es tracta d'una construcció sense precedents a la zona, amb una coberta que actualment és de fibrociment, i en un esta força deteriorat.

## Història
La masia va ser construïda a finals del segle xix. Cap al 1940 la propietària va vendre els terrenys i l'edifici a la "Cooperativa Ladrillera", la qual reestructurà l'interior per tal d'habilitar-la per habitatge dels seus treballadors.